# Бейра-Мар (футбольний клуб, Маю)
Бейра-Мар Футебул Клуб або просто Бейра-Мар (порт. Beira-Mar Futebol Club) — професіональний кабо-вердський футбольний клуб з острова Маю.

## Історія
Футбольний клуб було засновано 1978 року. Крім футбольної секції в клубі функціонує ще й легкоатлетична.

## Логотип
Логотип клубу в цілому аналогічний його португальського тезки Бейра-Мар, але має декілька винятків. Так, на відміну від португальського, у кабо-вердського клубу емблему тримає орел з розправленими крилами, а в нижній частині емблеми, по зовнішній дузі кола можна прочитати повну назву клубу.

## Досягнення
- Чемпіонат острова Маю: 1 перемога

1997

## Статистика виступів у чемпіонатах та кубках

### Острівний чемпіонат
| Сезон   | Див | Міс | Очок | І | В | Н | П | ЗМ | ПМ | РМ  |
| 2013-14 | 2   | 4   | 5    | 8 | 1 | 2 | 5 | 8  | 26 | -18 |